# Historic Scotland

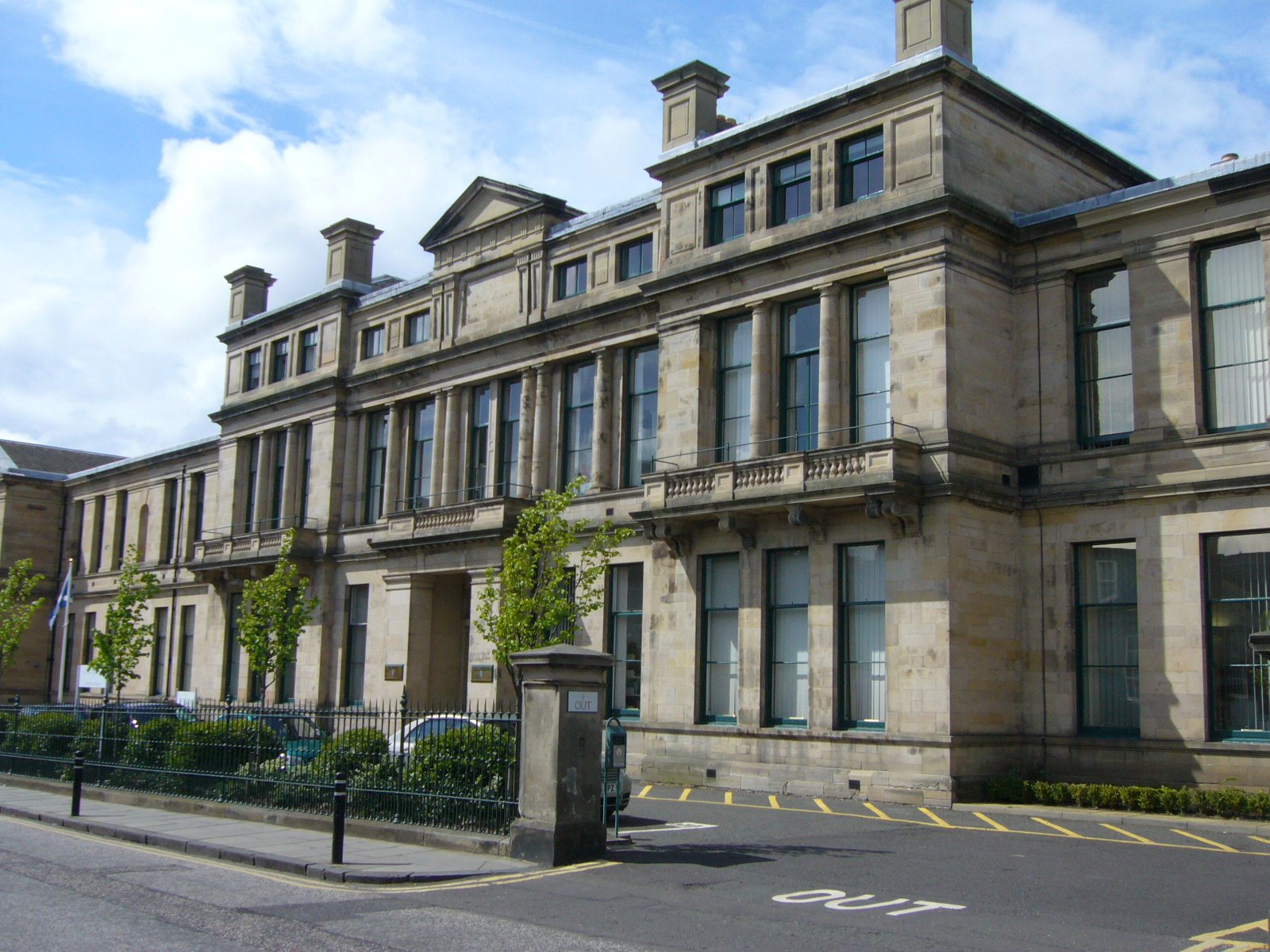
Siedziba Historic Scotland w Edynburgu

Historic Scotland (HS, gael. Alba Aosmhor, pol. Historyczna Szkocja) - agenda rządu autonomicznego Szkocji odpowiedzialna za ochronę i katalogowanie zabytków nieruchomych. Powstała w 1991 jako instytucja rządu brytyjskiego, zaś po uzyskaniu przez Szkocję samodzielności m.in. w dziedzinie polityki kulturalnej, co miało miejsce w 1999, przeszła pod nadzór władz w Edynburgu.

## Działalność
Historic Scotland bezpośrednio zarządza ok. 360 najcenniejszymi szkockimi zabytkami. Około jedna czwarta z nich jest stale udostępniana zwiedzającym, zaś wstęp do tych obiektów jest biletowany. Istnieje również możliwość zostania członkiem HS, co wiąże się z opłatą roczną lub wyższą opłatą jednorazową za członkostwo dożywotnie. Najważniejszym przywilejem członkowskim jest możliwość odwiedzania zabytków bez dodatkowych opłat, co dotyczy nie tylko Szkocji, lecz również obiektów zarządzanych przez odpowiedników HS w Anglii (English Heritage i Walii (Cadw). W niektórych obiektach istnieje również możliwość wynajmu wnętrz na konferencje i uroczystości rodzinne, w szczególności wesela. 
Pozostałe szkockie zabytki są utrzymywane przez inne instytucje lub właścicieli prywatnych, lecz podlegają wpisowi do urzędowego rejestru, prowadzonego przez HS, a także ochronie konserwatorskiej.

## Reorganizacja i fuzja
W marcu 2014 roku rząd szkocki zatwierdził fuzję Historic Scotland z Royal Commission on the Ancient and Historical Monuments of Scotland (RCAHMS). W wyniku tego połączenia powstała nowa instytucja – Historic Environment Scotland (HES), która celem było lepsze zarządzanie dziedzictwem zabytków Szkocji. Po przejściu projektu ustawy przez parlament, planowano inaugurację HES oraz powołanie nowego zarządu w kwietniu 2015 roku, z formalnym przekazaniem uprawnień 1 października 2015 roku. 